# Grădinari, Caraș-Severin
Grădinari, mai demult Cacova, este satul de reședință al comunei cu același nume din județul Caraș-Severin, Banat, România.